# Cincar
Cincar (v srbské cyrilici Цинцар) je horský masiv/pohoří v jihozápadní části Bosny a Hercegoviny, severovýchodně od města Livno, na hranici s územím općin Glamoč a Livno. Nejvyšší vrchol pohoří dosahuje výšky 2006 m n. m. Kromě samotného vrcholu Cincar, který je nejvyšší, zahrnuje masiv i vrcholy Malovan (1826 m n. m.), Osječnica (1798 m n. m.), Osin Glavica (1720 m n. m.) a Voloder (1640 m n. m.).
Pohoří je tvořeno vápencem a dolomitem. Z jižní strany je holé, ze severní jsou jeho svahy pokryté lesy, je zde rozšířená těžba dřeva. V nejvyšších polohách jsou pozůstatky po dlouhodobém zalednění.
Z klimatického hlediska pohoří tvoří řadu masivů Dinárských Alp, které oddělují středomořské klima jižní Hercegoviny a Dalmácie od vnitrozemského klimatu centrální a severní části Bosny a Hercegoviny.